# Норовский сельсовет
Норовский сельсовет — муниципальное образование со статусом сельского поселения в Нижнеломовском районе Пензенской области Российской Федерации.
Административный центр — село Норовка.

## История
Статус и границы сельского поселения установлены Законом Пензенской области от 2 ноября 2004 года № 690-ЗПО «О границах муниципальных образований Пензенской области».

## Население
| 2002  | 2010  | 2012  | 2013  | 2014  | 2015  | 2016  |
| ----- | ----- | ----- | ----- | ----- | ----- | ----- |
| 1543  | ↗1595 | ↘1546 | ↘1516 | ↘1499 | ↘1497 | ↘1472 |
| 2017  | 2018  | 2021  |       |       |       |       |
| ↘1466 | ↘1448 | ↗1502 |       |       |       |       |

## Состав сельского поселения
| № | Населённый пункт | Тип населённого пункта       | Население |
| - | ---------------- | ---------------------------- | --------- |
| 1 | Гаи              | деревня                      | 98        |
| 2 | Ендашевка        | деревня                      | 46        |
| 3 | Норовка          | село, административный центр | ↗1451     |